# Ventimiglia

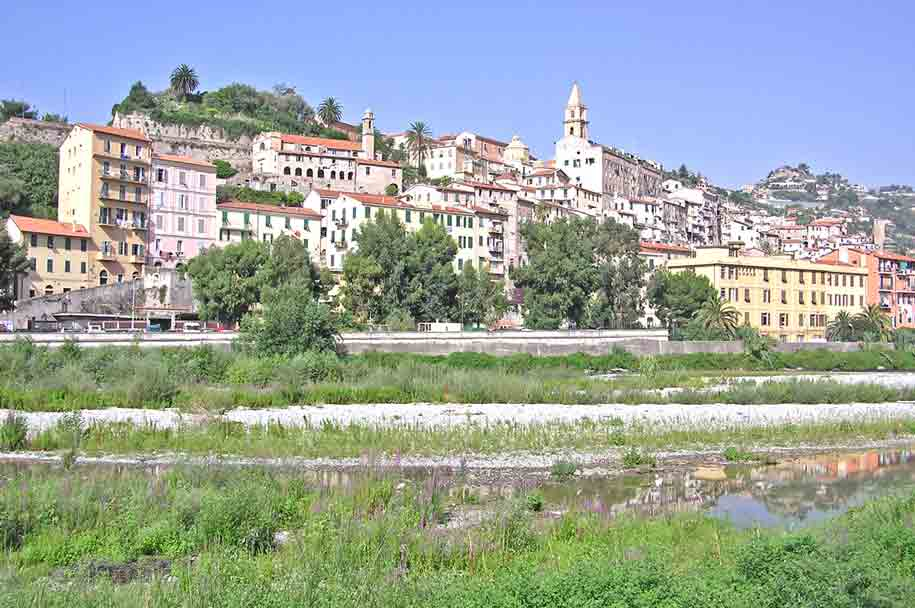
Vista de Ventimiglia (Itália)

Ventimiglia é uma comuna italiana da região da Ligúria, província de Impéria, com cerca de 24.594 habitantes. Estende-se por uma área de 54 km², tendo uma densidade populacional de 455 hab/km². Faz fronteira com Airole, Camporosso, Castellar (FR-06), Dolceacqua, Menton (em França) (FR-06), Olivetta San Michele.

## Demografia
| Variação demográfica do município entre 1861 e 2011                               |
|                                                                                   |
| Fonte: Istituto Nazionale di Statistica (ISTAT) - Elaboração gráfica da Wikipedia |